# Rymdfarare

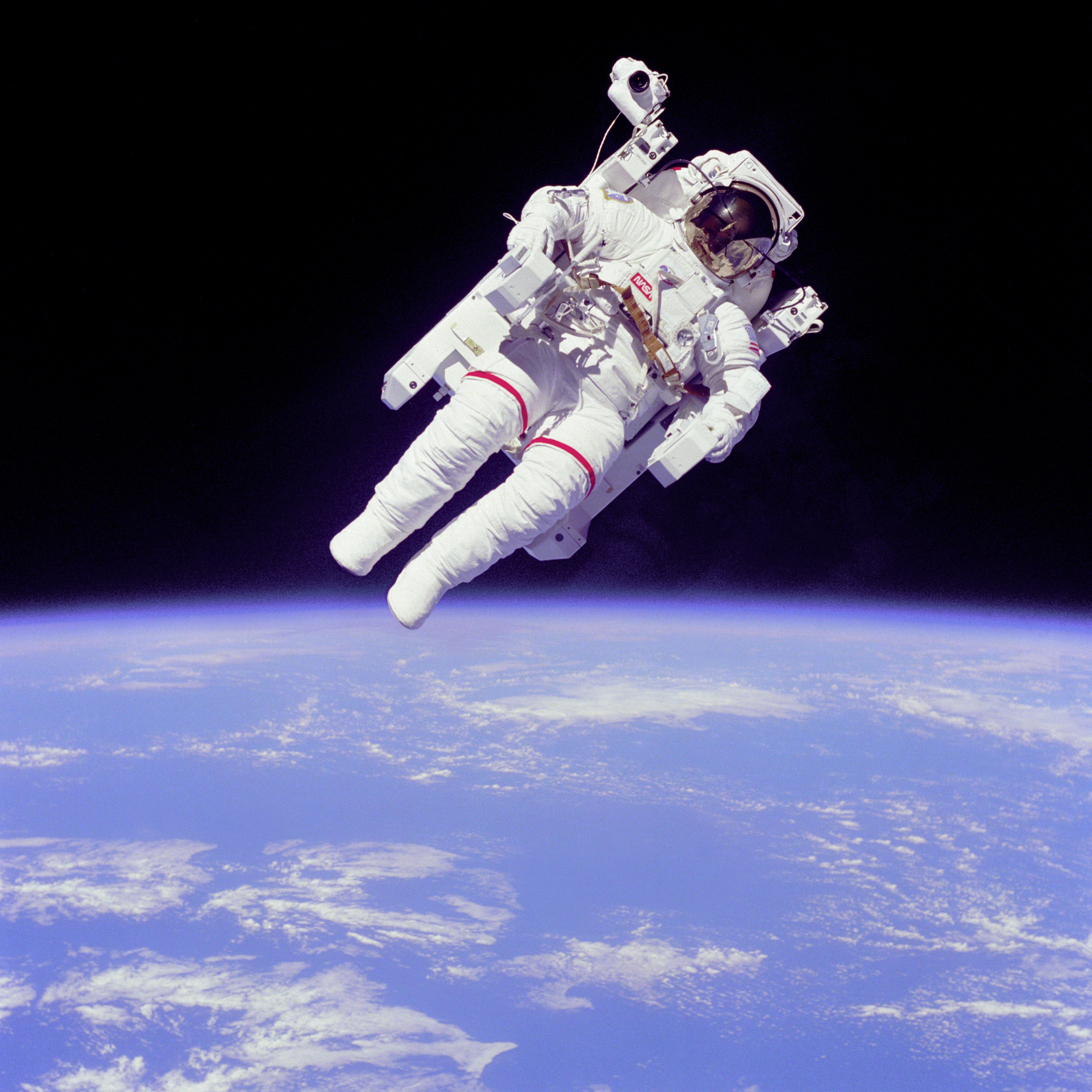
Rymdfararen Bruce McCandless II sittande i en manövrerbar rymdstol utanför USA:s rymdfärja Challenger, 1984.

Rymdfarare, även astronaut eller kosmonaut (se etymologi och terminologi), är någon som utbildats för deltagande i bemannad rymdfart (färd i rymden utanför jordens atmosfär). Sådan utbildning utförs traditionellt som del av ett bemannat rymdfärdsprogram inför planerade rymduppdrag. Rymdfarare är traditionellt utbildade till att föra befäl, flyga eller vara besättningsmedlemmar på rymdfarkoster. Som del av rymduppdrag utför de traditionellt även rymdforskning.
Fram till 2003 utbildades rymdfarare enbart av stater, antingen i militären eller genom civila rymdorganisationer. Arbetsuppgifterna i rymden är bland annat forskning och tekniskt underhåll av infrastrukturen i rymden. Under 2000-talet har de flesta bemannade rymdfärder gått från Jorden till den Internationella rymdstationen (ISS), där en viktig uppgift varit ihopmonteringen av rymdstationens delar. I juni 2004 blev Mike Melvill den första personen att flyga ut i rymden i ett helt privatfinansierat projekt, SpaceShipOne. Farkosten nådde en höjd av 100 kilometer, den av NASA, USA:s flygvapen och Fédération Aéronautique Internationale definierade gränsen för var rymden börjar.
Endast nationerna Ryssland/Kazakstan (tidigare Sovjetunionen), USA och Kina har skjutit upp bemannade rymdfarkoster, varav andra nationer som sänt människor till rymden har behövt göra det i samarbete med något av dessa tre länder.

## Definition

Länder med medborgare som har varit i rymden.
1960-talet
1970-talet
1980-talet
1990-talet
2000-talet

Kriterierna för vad som räknas som bemannade rymdfärder varierar. Fédération Aéronautique Internationale (FAI) räknar endast flygningar som överstiger en höjd av 100 kilometer. I USA får alla rymdfarare som når en höjd av minst 80 kilometer en speciell utmärkelse, The Astronaut Badge.
Totalt 489 människor från 38 länder har nått en höjd på 100 kilometer eller mer. 486 har nått Low Earth Orbit, det kommunikationssatellitsystem som kretsar kring jorden och som huvudsakligen används för mobiltelefonkommunikation. 24 människor har rest längre bort, antingen till månbanan eller till månens yta; tre av dessa 24 har gjort det två gånger: James "Jim" Lovell, John W. Young och Eugene Cernan.
Enligt USA:s kriterier har 496 människor nått rymden (över 80 kilometers höjd). Av åtta piloter på North American X-15 som nådde 80 kilometers höjd nådde sju över 80 kilometer men under 100 kilometer. Astronauter har tillbringat över 30 400 dagar (totalt mer än 83 år) i rymden, inkluderande över 100 dagars rymdpromenader. Rymdfararen Sergej Krikaljov har tillbringat mest tid i rymden, 803 dagar, 9 timmar och 39 minuter, eller två år och två månader. Peggy A. Whitson är den kvinna som har tillbringat mest tid i rymden, nämligen 377 dagar.

## Etymologi och terminologi
Professionella rymdfarare kallas olika ting i olika länder av olika organisationer. I USAs rymdorganisationer kallas rymdfarare för astronaut. I Rysslands rymdorganisationer kallas rymdfarare för kosmonaut. Kinesiska rymdfarare kallas taikonauter av västvärlden.
Som neutral term kan förslagsvis "rymdman" användas. Begreppet har funnits i svenskan sedan minst 1941 och avser en person som utbildats för färd i rymden (jämför: sjöman, båtman, brandman, etc). Begreppet har även förekommit som synonym till utomjording.

### Rymdfarare (Sverige)
Rymdfarare har funnits i svenskan sedan minst 1933 och används av svenska Rymdstyrelsen som formell neutral benämning för någon som professionellt utbildats för att delta i bemannade rymdfärder. Begreppet lär ha inspirerats av begrepp såsom sjöfarare men har historiskt även använts för att beskriva rymdfarkoster och rymdföremål.
Benämningen förekommer även i andra språk, exempelvis: tyska: Raumfahrer och norska: romfarer. 

### Astronaut (USA)
Astronaut kallas de rymdfarare som reser till rymden med USAs rymdorganisationer, såsom NASA, men även Europeiska rymdorganisationen (ESA, akronym av "European Space Agency"), och är därför det vanligaste förekommande namnet i västvärlden för yrket. NASA använder beteckningen för att beskriva de besättningsmedlemmar på NASA:s rymdfarkoster som når jordens omloppsbana eller längre. Fram till åtminstone sena 1970-talet förekom även sexuset astronautrix för kvinnliga astronauter.
Ordet astronaut är en nybildning av klassisk grekiska: astron (ἄστρον, "stjärna") och nautēs (ναύτης, "seglare" eller "sjöfarare") som ungefär betyder "stjärnfarare". Begreppet har troligen inspirerats av tidigare nybildningar som "aeronaut" (luftseglare). Begreppet myntades redan under 1880-talet i science fiction-boken "Across the Zodiac", skriven av författaren brittiske Percy Greg, men syftar där på en rymdfarkost. 1925 myntade franske science fiction-författaren J.-H. Rosny aîné ordet "astronautique" (svenska: astronautik: "teori och utövning av rymdfart och rymdforskning") i boken "Les Navigateurs de l'infini". Benämningen infördes som formellt begrepp av NASA runt 1959 för personer utbildade att manövrera en rymdfarkost under bemannade rymdfärder. Under rymdkapplöpningen (1957–1975) spreds begreppet i västvärlden och idag används det formellt även av Europeiska rymdorganisationen.

### Kosmonaut (Ryssland)
Kosmonaut (ryska: космона́вт, kosmonavt, uttal: kəsmɐˈnaft) kallas de rymdfarare som är anställd vid den Ryska rymdflygstyrelsen (eller dess sovjetiska föregångare). Den 14 mars 1995 blev Norman Thagard den första amerikanska medborgaren att färdas till rymden ombord på en rysk rymdfarkost, och blev således den första "amerikanska kosmonauten".
Ordet kosmonaut är en nybildning av klassisk grekiska: kosmos (κόσμος: "universum" eller "ordning") och nautēs (ναύτης, "seglare" "sjöfarare") som ungefär betyder "kosmosfarare". Begreppet är synonymt med "astronaut" i de flesta språk och vilket ord man väljer att använda är ofta av politiska skäl.

### Taikonaut (Kina)
Taikonaut kallas i västvärlden de rymdfarare som reser till rymden med rymdorganisationer från Kina (Fastlandskina samt Taiwan). Begreppet är en västerländsk uppfinning som kombinerar kinesiska: tàikōng (太空: "yttre rymden") med suffixet -naut (farare), vilket ungefär kan översättas till "yttrerymdfarare".
På Fastlandskina kallas rymdfarare i helhet generellt för Yǔ háng yuán (宇航员, ungefär "rymdnavigatör"), medan hángtiān yuán (航天员, ungefär "rymdfartsnavigatör" eller "himlavalvsnavigatör") används av den folkrepublikanska staten som beteckning för kinesiska rymdfarare. Prefixet Hángtiān (航天: bokstavligen "himmelnavigering", eller rymdfart) definieras strikt som navigationen av yttre rymden inom det lokala stjärnsystemet, d.v.s. solsystemet. I Hongkong och Taiwan förekommer istället vanligen begreppet tàikōng rén (太空人, ungefär "rymdman").

### Andra benämningar
I Frankrike förekommer benämningen spationaut (franska: spationaute, nybildning av latin: spatium (rymden) och suffixet -naut (farare), "rymdfarare") som fransk beteckning för franska rymdfarare.
I Indien har Indiska rymdforskningsorganisationen myntat begreppet vyomanaut (sammanslagning av sanskrit: व्योमन्, vyoman (himmel) och suffixet -naut (farare), "himmelsfarare") som en indisk beteckning för indiska rymdfarare.

### Rymdresenär (rymdfärdsdeltagare)
Passagerare (personer som reser med fordon utan att sköta det) inom rymdfart benämns generellt rymdresenär. Begreppet har funnits i svenskan sedan minst 1928.
Inom rymdturism använder NASA och Ryska rymdflygstyrelsen termen "rymdfärdsdeltagare" (engelska: spaceflight participant) för att skilja civila rymdresenärer från professionella astronauter på uppdrag som samordnas av dessa två byråer.

## Milstolpar i rymdfarten

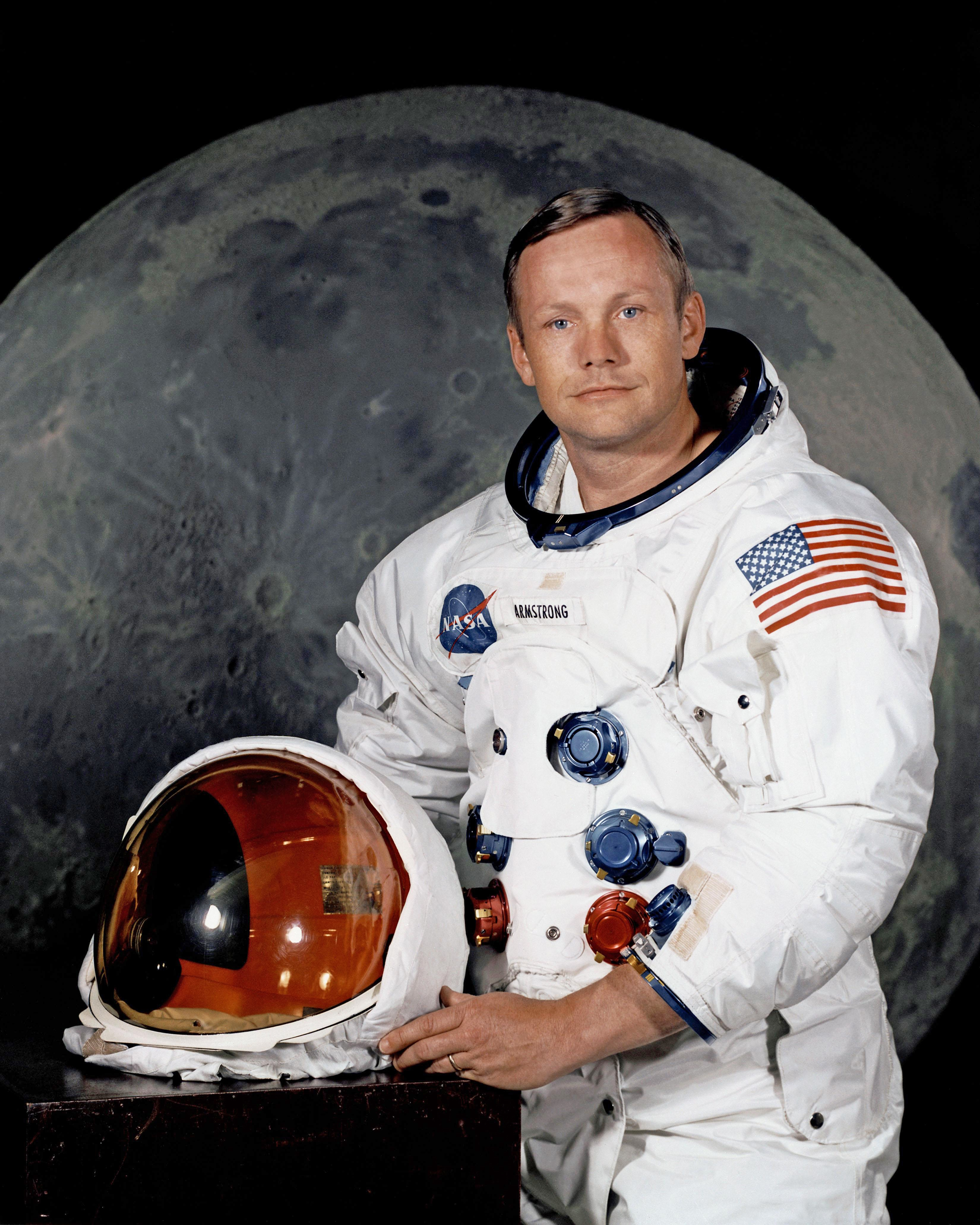
Neil Armstrong, den första människan som satte sin fot på månen (1969). Se Apollo 11.

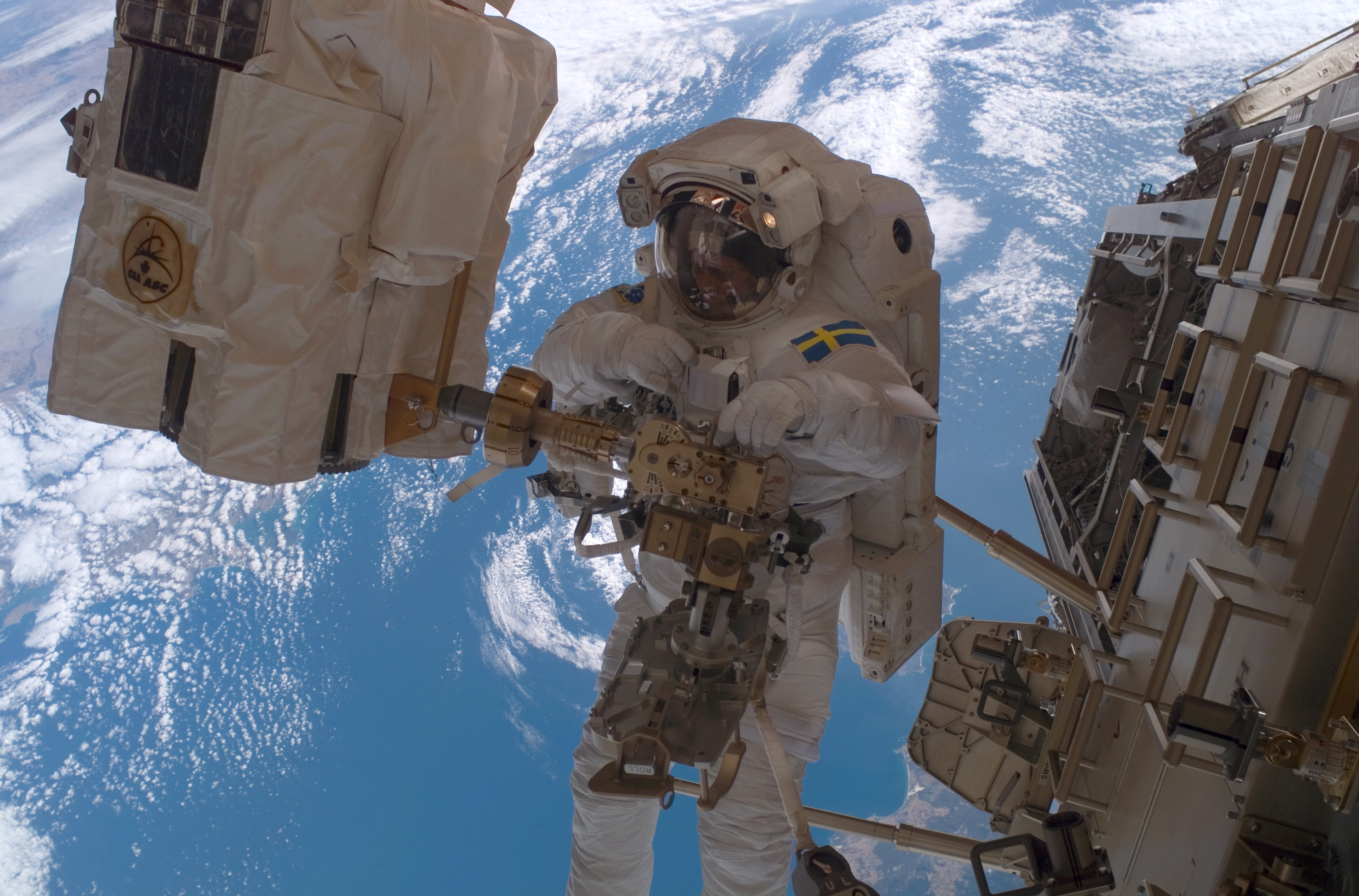
Christer Fuglesang på rymdpromenad.

Den första människan i rymden var ryssen Jurij Gagarin som reste den 12 april 1961 ombord på Vostok 1 och cirkulerade runt jorden. Den första kvinnan i rymden var ryskan Valentina Teresjkova som reste i juni 1963 ombord på Vostok 6.
Alan Shepard blev den första amerikanen och den andra människan i rymden den 5 maj 1961. Den första amerikanska kvinnan i rymden var Sally Ride under rymdfärjan Challengers flygning STS-7 den 18 juni 1983.
Den första rymdfarkosten som cirkulerade runt månen var Apollo 8 med bland annat William Anders i besättningen. Anders var född i Hongkong, vilket gjorde honom till den första asiatiske rymdfararen 1968. I april 1985 blev Taylor Wang den första kinesen i rymden. Den 15 oktober 2003 blev Yang Liwei Kinas första rymdfarare ombord på rymdskeppet Shenzhou 5.
Genom sitt Interkosmos-program lät Sovjetunionen människor från andra "socialistiska" (Warszawapakten och andra Sovjet-allierade) länder flyga med på deras rymdfärder. Ett exempel är Vladimír Remek, en tjeckoslovak, som blev den första icke-sovjetiska européen i rymden år 1978 ombord på den ryska rymdraketen Sojuz-U. Den 23 juli 1980 blev Pham Tuan från Vietnam den första asiaten i rymden när han flög ombord på Sojuz 37. Senare samma år blev kubanen Arnaldo Tamayo Méndez den första personen av hispansk och afrikansk härkomst att färdas i rymden (den första afrikanen i rymden var Patrick Baudry, år 1985). År 1988 blev Abdul Ahad Mohmand den första afghanen i rymden då han tillbringade nio dagar ombord på rymdstationen Mir.
År 1983, efter att USA börjat ta internationella rymdfarare, blev Ulf Merbold från Västtyskland den första icke-amerikanen att flyga i en amerikansk rymdfarkost. År 1985 blev Rodolfo Neri Vela den första Mexiko-födda personen i rymden. År 1991 blev Helen Sharman den första britten i rymden. År 2003 blev Ilan Ramon den första israelen i rymden. Han dog dock under en incident vid landningen.
Den 9 december 2006, klockan 20.47 lokal tid (02.47 den 10 december svensk tid) blev Christer Fuglesang den förste svensken i rymden när han deltog i STS-116 ombord på rymdfärjan Discovery.
Den yngsta personen som flugit i rymden är Gherman Titov, som var 25 år gammal när han flög Vostok 2. Den äldsta personen som flugit i rymden är John Glenn, som var 77 år när han flög med STS-95 ombord på rymdfärjan Discovery.
Den längsta distansen från jorden som en rymdfarare har färdats är 401 056 kilometer, under Apollo 13-uppdraget.

### Privatfinansierade rymdfärder
Den första personen som flög upp i rymden i ett helt privatfinansierat projekt var Mike Melvill med farkosten SpaceShipOne. Sju andra personer har betalat för att flyga upp i rymden:
1. Dennis Tito (amerikan): 28 april – 6 maj 2001
2. Mark Shuttleworth (sydafrikan/britt): 25 april – 5 maj 2002 (ISS)
3. Gregory Olsen (amerikan): October 1 – 11 oktober 2005 (ISS)
4. Anousheh Ansari (iranier/amerikan): 18 – 29 september 2006 (ISS)
5. Charles Simonyi (ungrare/amerikan): 7 – 21 april 2007 (ISS), 26 mars – 8 april 2009 (ISS)
6. Richard Garriott (amerikan): 12 oktober - 23 oktober 2008 (ISS)
7. Guy Laliberté (kanadensare): 30 september - 11 oktober 2009 (ISS)

## Rymdkatastrofer
Fram till februari 2003 har totalt 18 rymdfarare förolyckats under rymdfärder. Därutöver har ytterligare ungefär tio förolyckats under träning. Detta är de officiella siffrorna och orapporterade dödsfall kan ha förekommit.